# River Stiffkey
River Stiffkey är ett vattendrag i Storbritannien.   Det ligger i grevskapet Norfolk och riksdelen England, i den sydöstra delen av landet, 180 km norr om huvudstaden London.